# Lambda Arietis
Lambda Arietis (λ Ari / 9 Arietis) es una estrella en la constelación de Aries de magnitud aparente +4,79. 
Se encuentra a 129 años luz de distancia del sistema solar.
Lambda Arietis es una estrella blanco-amarilla de la secuencia principal de tipo espectral F0V, también catalogada como A7V.
Al igual que el Sol, obtiene su energía de la fusión nuclear de hidrógeno en helio pero, más caliente que éste, tiene una temperatura efectiva de 7177 K.
Es una estrella de características similares a α Hydri o las dos componentes de Porrima (γ Virginis).
Con una luminosidad 19 veces mayor que la luminosidad solar, tiene un diámetro 2,2 veces más grande que el diámetro solar.
Su velocidad de rotación en el ecuador es de al menos 107 km/s, unas 50 veces más alta que la del Sol pero comparable a la de otras estrellas análogas.
Tiene una edad aproximada de 310 millones de años.
La composición química de Lambda Arietis presenta significativas diferencias respecto a la del Sol.
Aunque la abundancia relativa de hierro es semejante a la de nuestra estrella ([Fe/H] = +0,01), ciertos metales pesados son mucho más abundantes.
Destacan los altos niveles de neodimio, cobalto, cobre y europio; este último es 8 veces más abundante que en el Sol.
Por el contrario, muestra cierto empobrecimiento en aluminio y samario respecto a los niveles solares.
Lambda Arietis parece estar físicamente asociada a una estrella de tipo G1V y magnitud +7,75.
La separación visual entre ellas es de 37,4 segundos de arco, lo que corresponde a una separación real de al menos 1480 UA.